# Безопасность лазеров

Знак «Лазерное излучение»

Безопасность лазеров — способы защиты биообъектов от факторов риска, связанных непосредственно с лазерным излучением.
Лазер является устройством, представляющим повышенную опасность. Существуют несколько факторов риска, связанных с лазерными установками.
Даже лазеры самой малой мощности (несколько милливатт) могут представлять опасность для зрения. При попадании в глаз луч лазера фокусируется в пятно очень малых размеров, что может за доли секунды привести к ожогам сетчатки глаза, частичной или полной необратимой потере зрения.
Лазеры большей мощности способны вызывать поражения глаз даже рассеянным излучением. Прямое, а в некоторых случаях и рассеянное излучение такого лазера способно вызывать ожоги кожи (вплоть до полного разрушения) и представляет пожарную опасность.

## Классификация
Существует несколько классификаций опасности лазеров, которые, однако, весьма похожи. Ниже приведена наиболее распространенная международная классификация.
- Класс 1. Лазеры и лазерные системы очень малой мощности, не способные создавать опасный для человеческого глаза уровень облучения. Излучение систем класса 1 не представляет никакой опасности даже при долговременном прямом наблюдении глазом. Во многих странах к классу 1 относятся также лазерные устройства с лазером большей мощности, имеющие надежную защиту от выхода луча за пределы корпуса.
- Класс 2. Маломощные видимые лазеры, способные причинить повреждение человеческому глазу в том случае, если специально смотреть непосредственно на лазер на протяжении длительного периода времени. Такие лазеры не следует использовать на уровне головы. Лазеры с невидимым излучением не могут быть классифицированы как лазеры 2-го класса. Обычно к классу 2 относят видимые лазеры мощностью до 1 милливатта.
- Класс 2a (в некоторых странах). Лазеры и лазерные системы класса 2, расположенные и закрепленные таким образом, что попадание луча в глаз человека при правильной эксплуатации исключено.
- Класс 3a. Лазеры и лазерные системы с видимым излучением, которые обычно не представляют опасность, если смотреть на лазер невооружённым взглядом только на протяжении кратковременного периода (как правило, за счет моргательного рефлекса глаза). Лазеры могут представлять опасность, если смотреть на них через оптические инструменты (бинокль, телескоп). Обычно ограничены мощностью 5 милливатт. Во многих странах устройства более высоких классов в ряде случаев требуют специального разрешения на эксплуатацию, сертификации или лицензирования. Международные классы 2 и 3a примерно соответствуют российскому классу 2.
- Класс 3b. Лазеры и лазерные системы, которые представляют опасность, если смотреть непосредственно на лазер. Это же относится и к зеркальному отражению лазерного луча. Лазер относится к классу 3b, если его мощность более 5 милливатт. В России примерно соответствуют классу 3.
- Класс 4. Лазеры и лазерные системы большой мощности, которые способны причинить сильное повреждение человеческому глазу короткими импульсами (<0,25 с) прямого лазерного луча, а также зеркально или диффузно отражённого. Лазеры и лазерные системы данного класса способны причинить значительное повреждение коже человека, а также оказать опасное воздействие на легковоспламеняющиеся и горючие материалы.

## Опасность
Видимое, а также ближнее инфракрасное и ультрафиолетовое лазерное излучение представляет собой существенную опасность для глаз, так как это излучение хорошо фокусируется хрусталиком на сетчатке глаза. В то же время бытовые лазерные приборы имеют малую ширину пучка (порядка 3-5 мм), что обеспечивает высокую поверхностную плотность энергии в поперечном сечении луча. Именно высокая плотность энергии и может вызвать ожоги и другие повреждения.
На значительном расстоянии лазерный луч также может представлять опасность, ввиду того, что расходимость сравнима с дифракционной расходимостью при заданной апертуре. Поэтому высокая плотность энергии сохраняется на значительном расстоянии.
Лабораторные лазерные установки могут иметь среднюю мощность, доходящую до десятков и сотен ватт. При работе с такими установками требуется строжайшее соблюдение техники безопасности и специальная подготовка персонала.
Лазеры, излучающие вне видимого диапазона, представляют особую опасность в связи с тем, что человеческий глаз неспособен определить местоположение луча. При попадании в глаз такой луч будет замечен лишь тогда, когда поражение глаза уже наступило. Однако лазеры с достаточно большой длиной волны излучения (1,5 мкм) не проходят через внешние оболочки глаза и при малой мощности опасности не представляют. В этом случае поражение глаз возможно только при мощности, достаточной для разрушения роговицы глаза. Также многие виды излучения свободно проходят препятствия из оптически непрозрачных материалов (излучение на частотах 1-50ТГц проходит через лавсановую пластинку, в то время как для оптического и ИК излучения она является непрозрачной).

## Нормативные документы
Требования к конструкции и техническим характеристикам, правила безопасной работы и способы защиты от лазерного излучения на территории Российской федерации регламентируются ГОСТ IEC 60825-1-2013. Законодательство РФ предусматривает ответственность за нарушение правил безопасности.
Значительная часть производимой в мире лазерной техники выпускается и маркируется в соответствии с нормами, опубликованными американской организацией «Center for Devices and Radiological Health» (CDRH).